# Bargenstedt
Bargenstedt est une commune allemande du Schleswig-Holstein, située dans l'arrondissement de Dithmarse (Kreis Dithmarschen), à cinq kilomètres à l'est de la ville de Meldorf. Bargenstedt est l'une des 24 communes de l'Amt Mitteldithmarschen (« Moyenne-Dithmarse ») dont le siège est à Meldorf.